# フェ・アラ
フェ･アラ (満文：ᡶᡝᠠᠯᠠ, 転写：fe ala, 漢文：費阿拉)は、建州女直酋長ヌルハチ (後の清太祖) が初めて築いた居城。万暦15年1587に築成してから同31年1603に第二の居城ヘトゥ･アラへ移築されるまでの約15年間に亘って使われた。

## 名称
「フェ･アラfe ala」という呼称が史料にみえるのは、『滿文老檔』天命5年1620旧暦3月の条：
```
ice sunja de hvlame, 
fe ala
 i hoton de ilan minggan uksin i cooha tebu ……
```

(五日、「 fe ala の城に三千の甲兵を置け……」と命令した)
が目下初出とされる。「横の岡」の意の第二の居城「ヘトゥ･アラhetu ala」に対し、第一の居城「フェ･アラfe ala」は「旧い岡」の意とされ、ヌルハチらがヘトゥ･アラに遷居したのちも、旧い岡ことフェ･アラはなお重要な拠点の一つであったことが伺い知れる。
ヌルハチらがヘトゥ･アラに移った後、フェ･アラは「老城」と呼ばれたが、ヌルハチの居城がその後ヘトゥ･アラから第三の居城「東京」(現遼陽市)、第四の居城「盛京ムクデン」(現瀋陽市) と遷移するに伴い、「老城」の呼称は次第に専らヘトゥ･アラを指すようになった。
さらに清代になると、第二の居城ヘトゥ･アラが「興京」と名づけられ、第四の居城・盛京と並んで「兩京」と呼ばれるようになったことで、「清朝発祥の地」の座をヘトゥ･アラに明け渡した第一の居城フェ･アラは、清の満洲族の間でもすでに遥か昔の言い伝えとなってしまっていた。実際、康熙23年1684に編纂された『盛京通志』の初版本には、巻10の「興京城池」の章に「老城」としてフェ･アラに関する記載がみられるものの、ヌルハチの建業から僅か70年ほどしか隔たっていないにも拘らず「建置之年無考」(築成時期未詳) と書かれる始末で、太祖ヌルハチ第一の築城であることは忘却の彼方に逐いやられている。
清朝の満洲族にすら閑却されていたフェ･アラはその後、大日本帝国時代に入り、日本人の東洋史家から注目を浴びた。初めて本格的に実地調査を行った建国大学の研究団の一人、稻葉岩吉は、真の「清朝発祥の地」たるフェ･アラを「二道河子舊老城」と命名している。
近年では主に「フェアラ」と「旧老城」という呼称が併用される。

## 歴史
仇敵ニカン･ワイランをついに誅殺したヌルハチは、明万暦15年1587春、碩里口šoli angga(現遼寧省撫順市新賓満族自治県永陵鎮二道河子村附近) の虎攔哈達フラン･ハダの東南方に三層構造で宮室を具える自身初の居城を築成させた。さらに同年旧暦6月には築城に次いで始めて国政を敷き、法を定めて謀叛や窃盗などをとりしまった。
その後ヌルハチは周辺諸部を次々と併呑し、同31年1603には第二の居城ヘトゥ･アラに移徙した。

## 踏査
ヌルハチが正にフェ･アラを拠点としていた万暦23年1595、李氏朝鮮の通事・河世國なる人物が、旧暦8月から11月にかけてフェ･アラを訪問し、さらに同年12月から翌24年1596正月にかけては、申忠一なる人物も訪問した。両人による詳細な報告は『朝鮮王朝實錄』の宣祖の巻に掲載されているが、申忠一の訪問記は『建州紀程圖錄』としても伝わり、内容は『實錄』と概ね一致するものの、『實錄』中にはみられない内容がみられる外、『實錄』がその性質上掲載できない図録が掲載されている。

「申忠一書啓及圖錄」(『興京二道河子舊老城』より)
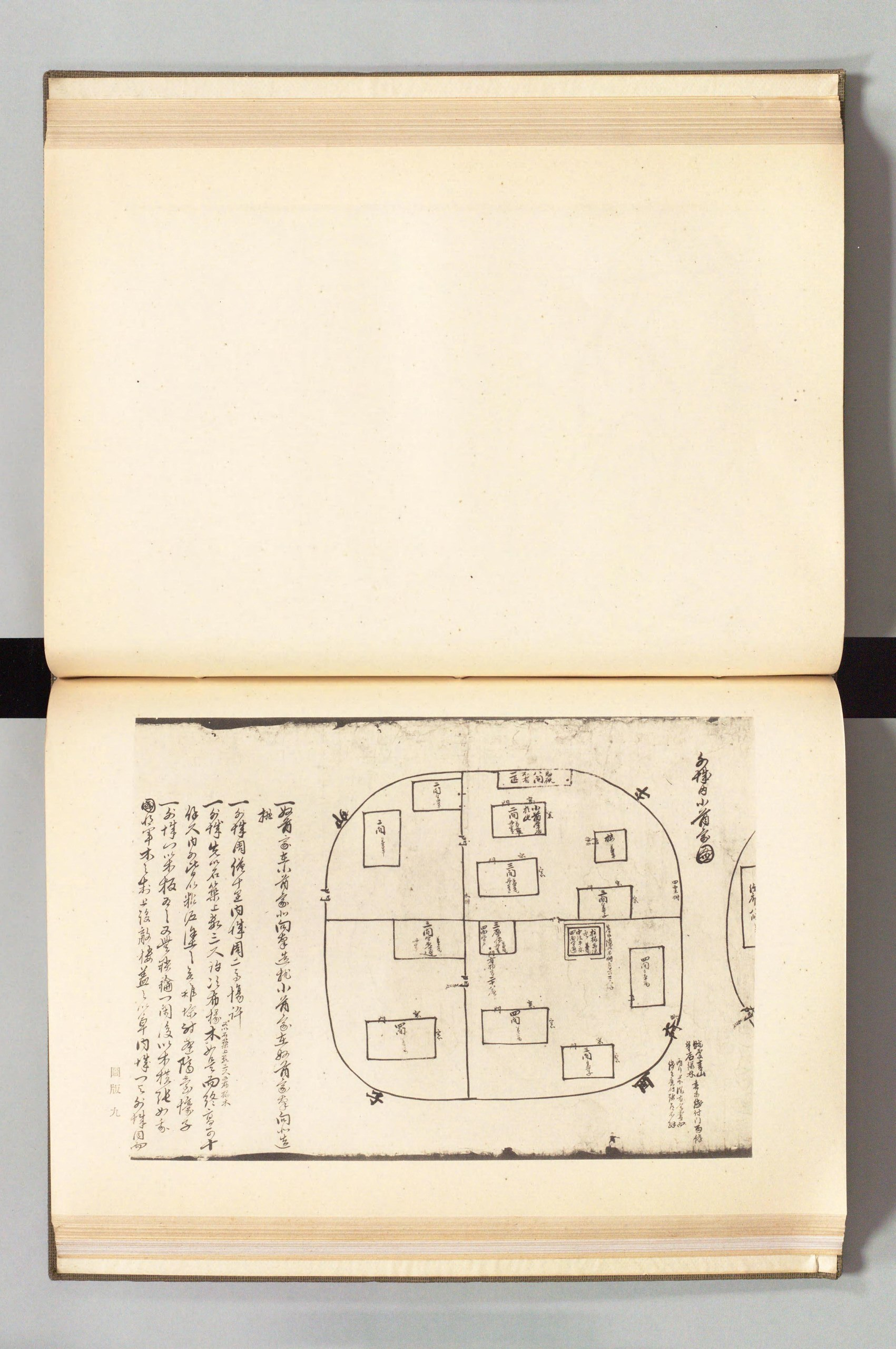
「外城内小酋šurhaci家圖」
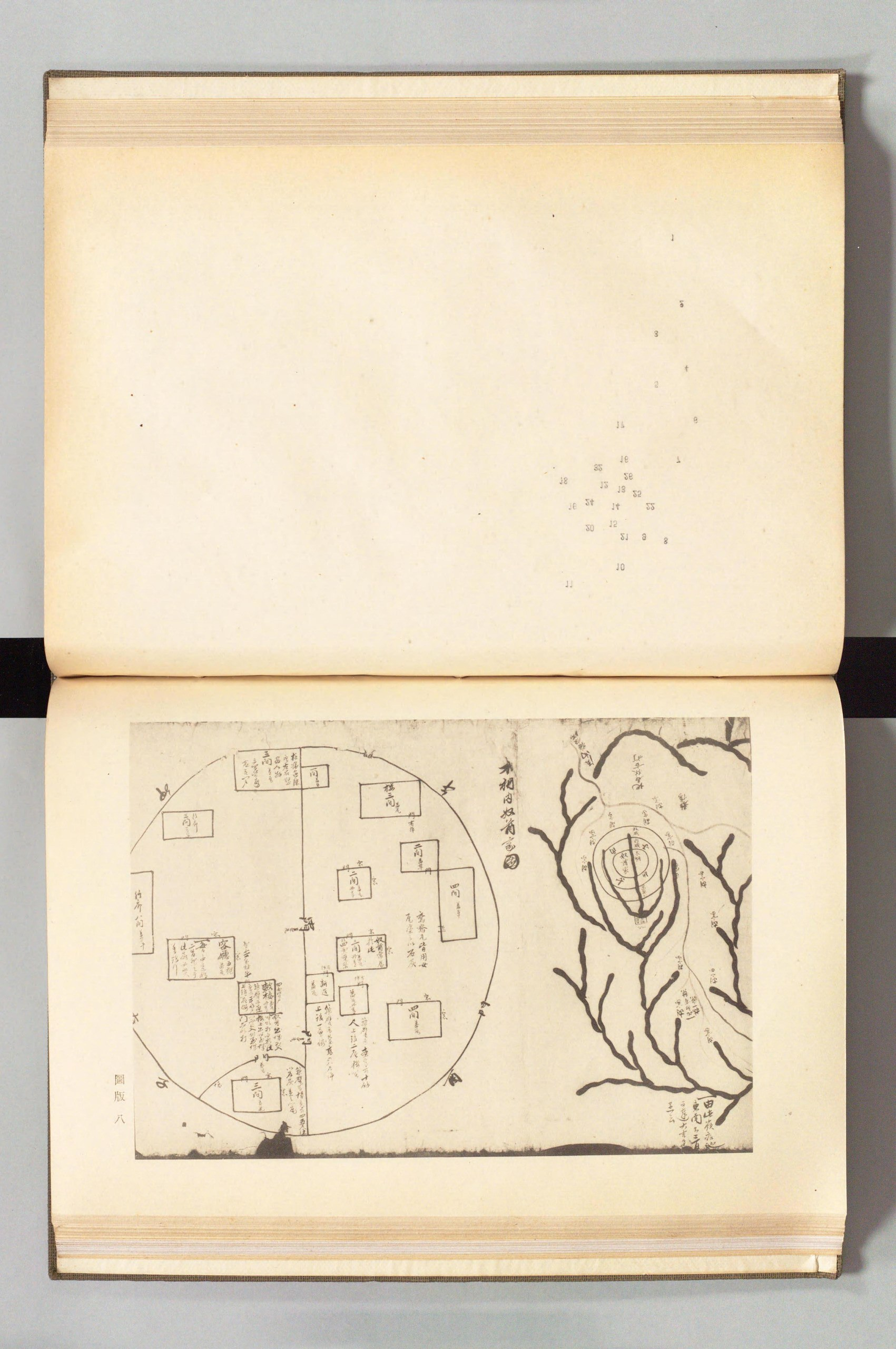
「木栅内奴酋nurhaci家圖」

### 清代

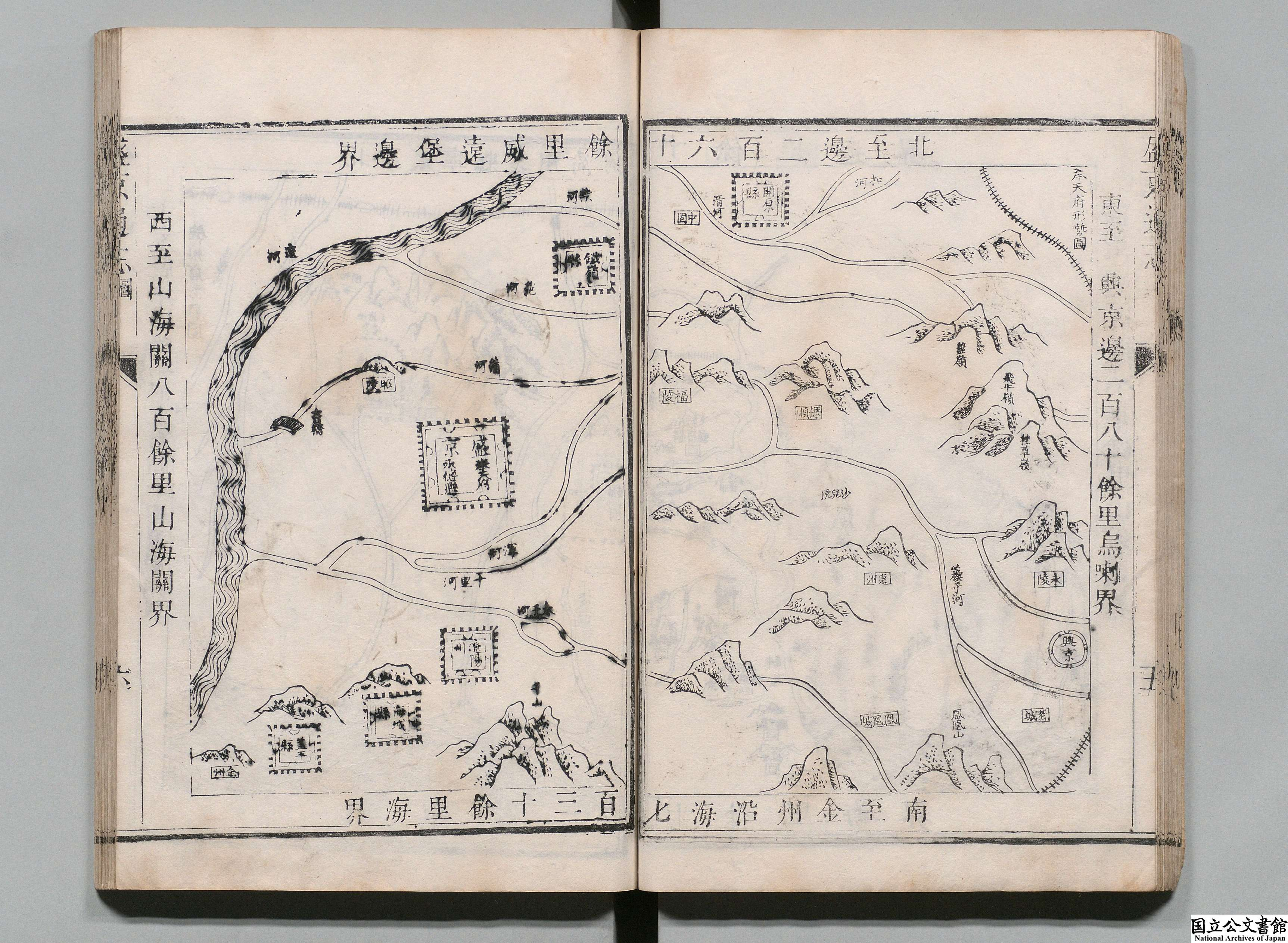
右下角に「老城」 (国立公文書館所蔵『盛京通志』^{初版本}「奉天府形勢圖」より)

『盛京通志』(康熙23年初版本) に拠れば、「老城フェ･アラ」は「興京ヘトゥ･アラ」から南へ8里約4.6kmの距離に位置し、全体で内城・外城・套城 (塁壁) の三層構造であったとされる。内城は外周2里120歩約1.3km、東・南二門で、外城の西側に建てられ、対する東側には西一門、外周1里98歩約0.7kmの祖廟 (堂子) が置かれた。外城は外周11里60歩約6.4kmで、南・東・西南・東北にそれぞれ一基ずつ門が設けられた。套城は外城の北から西南へ、9里90歩約5.3kmに亘って繞らされ、北・西北・西・西南に一基ずつ門が設けられた。
上述の通り、この時 (康熙朝) にはすでに「興京ヘトゥ･アラ」が清朝発祥の地と看做されていた為、「老城フェ･アラ」城趾の遺構については可也詳細に調査されている一方で「建置之年無考」(築成時期未詳) と記され、太祖ヌルハチにより築成されたことは忘却されていたようである。

### 近現代
そんなフェ･アラが再び注目を浴びたのは大日本帝国時代、稻葉岩吉らが申忠一の『建州紀程圖錄』をもとに実地調査を行ったことがきっかけであった。1939年には調査結果と『建州紀程圖錄』の原文を収めた『興京二道河子舊老城』が刊行された。
稻葉らは、将来の調査の指針となるようにと、個々の遺址遺構の細密な調査は避け、あくまでもフェ･アラ全体、すべての遺址遺構を満遍なく調査することに重点を置いたが、その後フェ･アラについてさらに細密な実地調査が行われることはなく、神田信夫が1987年になってフェ･アラなどの遼寧省の史蹟を踏査した頃でも、中国国内では依然として本格的な調査研究は行われていなかったという。2000年台初頭に杉山清彦らもフェ･アラを踏査しているが、状況は全く同じで周辺は整備されず、城趾全面が玉蜀黍畑となっていたという。

## 脚註

### 典拠
1. ↑  1. フェアラ. “後金国の山城・都城の研究”. 明治大学人文科学研究所年報 30:  103-104.
2. 1 2  “序に代へて”. 興京二道河子舊老城. pp. 1-12
3. 1 2 3  “城池志 - 興京城池 (老城)”. 盛京通志 (康熙23年初版本). 10. 国立公文書館所蔵
4. ↑  “興京二道河子舊老城訪問記 - 一.”. 興京二道河子舊老城. pp. 1-3
5. ↑  “興京二道河子舊老城訪問記-五.”. 興京二道河子舊老城. pp. 20-30
6. ↑  “丁亥歲萬曆15年1587段35”. 滿洲實錄. 2
7. ↑  “丁亥歲萬曆15年1587 1月1日段303”. 太祖高皇帝實錄. 2
8. ↑  “丁亥歲萬曆15年1587 6月1日段304-305”. 太祖高皇帝實錄. 2
9. ↑  “丁亥歲萬曆15年1587 6月24日段36”. 滿洲實錄. 2
10. ↑  “宣祖28年1595 11月20日段61354”. 朝鮮王朝實錄. 69
11. ↑  “宣祖29年1596 1月30日段61417”. 朝鮮王朝實錄. 71
12. ↑  “城池1”. 欽定盛京通志 (乾隆49年増補本). 29

### 註釈
1. ↑  『滿洲老檔』には「fe ala i hoton」という記載もみえる。
2. ↑  中国語では「旧い」の意で「老」を使う。ここでの「老」も「老朽化した」などの意の「老」ではなく、「旧い方の」「昔の」の意。
3. ↑  「興」は「興業」の意。すなわち「清朝発祥」の意を含む。
4. ↑  天命1年1616の後金建国を指す。
5. ↑  参考文献にあげた論文などでは「フェアラ」としている。
6. ↑  『滿洲實錄』では「碩里口」を「碩里šoli口angga」としていて、「口」を関所などの意味に解釈している。稻葉岩吉は「碩里口shuòlǐkǒu」で一つの固有名詞、即ち「高麗solho」を指し、「上代滿洲 (女眞人) の傳統的呼稱」であるとし、『滿洲實錄』の翻訳を「失當である」としている。[5]
7. ↑  満洲語「hūlan」は煙突、「hada」は山丘の意。「hūlan hada」は「煙突峯」とも漢訳される。
8. ↑  但し『欽定盛京通志』(乾隆49年増補本) では「我太祖髙皇帝丁亥年1587築此城。癸卯年1603自此遷都興京」[12]としている。

## 文献

### 実録
＊中央研究院歴史語言研究所版 (1937年刊行)
- 覚羅氏勒德洪『太祖高皇帝實錄』崇徳元年1636 (漢)
- 編者不詳『滿洲實錄』乾隆46年1781 (漢)
  - 『ᠮᠠᠨᠵᡠ ᡳ ᠶᠠᡵᡤᡳᠶᠠᠨ ᡴᠣᠣᠯᡳmanju i yargiyan kooli』乾隆46年1781 (満)
    - 今西春秋『満和蒙和対訳 満洲実録』刀水書房, 昭和13年1938
- 『宣宗昭敬大王實錄』(漢・朝)

### 地理書
- 董 秉忠, 他『盛京通志』康熙23年1684 (漢) ＊国立公文書館所蔵
- 白鳥 庫吉 監修, 松井 等, 箭内 亙, 稻葉 岩吉 撰『滿洲歷史地理』巻2, 南満洲鉄道株式会社, 大正3年1914
- 建国大学研究院『興京二道河子舊老城』昭和14年1939

### 論文
- 『明治大学人文科学研究所年報』1989, 神田 信夫「後金国の山城・都城の研究」
- 『満族史研究』5, 2006, 承 志, 杉山 清彦「明末清初期マンジュ・フルン史蹟調査報告-2005年遼寧・吉林踏査行」